# Lasaia sula
Lasaia sula is een vlindersoort uit de familie van de prachtvlinders (Riodinidae), onderfamilie Riodininae.
Lasaia sula werd in 1888 beschreven door Staudinger.